# General Aviation GA-43
Il General Aviation GA-43, citato anche come Pilgrim 150, Fairchild 150 e Clark GA-43, fu un aereo da trasporto passeggeri e merci di linea monomotore e monoplano ad ala bassa, sviluppato dall'azienda aeronautica statunitense General Aviation negli anni trenta e prodotto, a causa del successivo acquisto, dalla North American Aviation.
Costruito in soli cinque esemplari, venne utilizzato da alcune compagnie di bandiera mondiali: nell'area sudamericana dalla colombiana Sociedad Colombo Alemana de Transporte Aéreo (SCADTA) ed in Europa dalla spagnola Líneas Aéreas Postales Españolas (LAPE) e dalla svizzera Swissair.

## Storia del progetto
Le origini del modello risultano complesse e si riflettono sul processo di evoluzione del progetto e sulla sua designazione, nelle varie fasi che hanno interessato le società che ne curarono lo sviluppo e la commercializzazione.
Il progetto venne elaborato durante i primi anni trenta da Virginius E. Clark, già colonnello dell'United States Army, il quale aveva nel periodo un rapporto di collaborazione con la Fairchild Aircraft. Il modello, un monomotore monoplano identificato come Fairchild 150, era relativo ad un velivolo da trasporto destinato al mercato dell'aviazione commerciale e nel suo sviluppo, che vide una riprogettazione della fusoliera, venne girato ad una controllata del gruppo statunitense, la American Pilgrim, che ne curò la costruzione del prototipo da allora indicato come Pilgrim 150. Tuttavia, prima che fosse avviato il programma di prove previste, l'azienda venne acquisita dalla General Aviation di Dundalk, nel Maryland.
Il prototipo, identificato prima come Clark GA-43 e definitivamente come General Aviation GA-43, si presentava come un velivolo di impostazione convenzionale, un monomotore monoplano ad ala bassa con carrello d'atterraggio fisso caratterizzato dalla cabina di pilotaggio rialzata. In questa configurazione ed equipaggiato con un motore radiale Wright R-1820 da 700 hp (520 kW), venne portato in volo per la prima volta il 22 maggio 1932, tuttavia in seguito venne modificato per introdurre un nuovo carrello retrattile, caratterizzato dalle due gambe di forza anteriori che con movimento retrogrado venivano integrate in altrettante gondole subalari.
La produzione non venne avviata che due anni più tardi, nel 1934, periodo in cui la General Motors aveva, a sua volta, acquistato parte della North American Aviation per fonderla, nel settembre 1932, con la General Aviation. Il risultato fu che, nonostante l'utilizzo del marchio, il GA-43 divenne di fatto il primo modello prodotto dalla North American.
La produzione si attestò su soli cinque velivoli costruiti, il prototipo ed altri quattro esemplari, tre dei quali adottarono il definitivo carrello retrattile ed un quarto, commissionato dalla colombiana SCADTA ed identificato come GA-43J, realizzato in configurazione idrovolante a scarponi.

## Tecnica
Il General Aviation GA-43, si presentava come un velivolo di impostazione convenzionale, un monomotore monoplano di costruzione interamente metallica.
La fusoliera, a sezione ovale, era caratterizzata dalla cabina di pilotaggio a due posti affiancati, rialzata rispetto allo scompartimento passeggeri da dieci posti a sedere. La struttura integrava inoltre cinque diversi scompartimenti addizionali dotati di paratie antifiamma per lo stoccaggio di bagagli, merci e posta aerea. Posteriormente terminava in un impennaggio classico monoderiva con elemento verticale "a goccia".
La velatura era del tipo monoplana, con ala posizionata bassa e a sbalzo sulla fusoliera, caratterizzata da un sensibile angolo di diedro, un profilo alare Clark-Y ed un disegno a pianta trapezoidale con estremità alari raccordate. L'ala integrava flap comandati idraulicamente.
Il carrello d'atterraggio, inizialmente fisso sul prototipo, era del tipo triciclo posteriore parzialmente retrattile, ovvero con elementi anteriori integrati posteriormente da un ruotino d'appoggio, parzialmente carenato, posizionato sotto la coda. Gli elementi anteriori retrattili, costituiti da due gambe di forza ammortizzate dotate di ruote di grande diametro, venivano integrati, con movimento retrogrado, in altrettanti gondole subalari.
La propulsione era affidata ad un motore radiale posizionato all'apice anteriore della fusoliera. A seconda delle preferenze del committente venne utilizzato o un Wright R-1820 da 700 hp (520 kW) o un Pratt & Whitney Hornet da 660 hp (490 kW) o un Pratt & Whitney Wasp da 600 hp (447 kW), tutti caratterizzati dall'architettura a 9 cilindri raffreddati ad aria, racchiusi da una cappottatura NACA che trasmettevano il moto ad un'elica bipala a passo variabile.

## Impiego operativo
Il GA-43 venne acquistato in due esemplari per la cifra di 148 000 CFH ciascuno dalla compagnia aerea di bandiera svizzera Swissair, primo modello interamente metallico ad operare con la compagnia elvetica.
Il primo esemplare, immatricolato CH-169 ed equipaggiato con il Wright R-1820 da 700 hp, iniziò ad operare su voli di linea dal 7 aprile 1934 rimanendo in servizio fino al 28 ottobre 1936 con le nuove marche HB-LAM. Dismesso, venne ceduto alla Spagna venendo utilizzato nel corso della Guerra civile spagnola. Il secondo, immatricolato HB-ITU e dotato di un Pratt & Whitney Wasp da 600 hp (447 kW), prese servizio il 19 marzo 1935 ed operò fino alla sua distruzione avvenuta per incidente il 30 aprile 1936 quando, in un volo con partenza dall'Aeroporto di Francoforte e destinazione Aeroporto di Basilea, impattò sul Monte Rigi, 12,25 km ad est di Lucerna, causando la morte di due passeggeri.

## Utilizzatori
Colombia
- SCADTA

operò con un esemplare convertito ad idrovolante a scarponi.
 Spagna
- Líneas Aéreas Postales Españolas (LAPE)

operò con un esemplare.
 Svizzera
- Swissair

operò con due esemplari.

### Pubblicazioni
- (EN) The Clark GA-43 Commercial Monoplane, in Flight, 23 novembre 1933. URL consultato il 19 ottobre 2014.